# Yuri Levitán
Yudka «Yuri» Borísovich Levitán (en ruso: Юдка Беркович Левитан; Vladímir, Imperio ruso, 19 de septiembrejul./ 2 de octubre de 1914greg. -  Bessónovka, Unión Soviética, 4 de agosto de 1983) fue locutor de Radio Moscú (desde 1931), Miembro del Comité Estatal del Consejo de Ministros de la URSS sobre Radiodifusión y Televisión. Además fue una de las principales figuras culturales de la URSS que disfrutó del patrocinio de Stalin. A lo largo de su dilatada carrera en la radio y televisión recibió numerosos reconocimientos y honores y fue el principal locutor de radio soviético durante y después de la Segunda Guerra Mundial.
Anunció en Radio Moscú todos los acontecimientos internacionales importantes de las décadas de 1940, 1950 y 1960, incluido el ataque alemán a la Unión Soviética el 22 de junio de 1941, la rendición de Alemania el 9 de mayo de 1945, la muerte de Iósif Stalin el 5 de marzo de 1953 y el primer vuelo espacial el 12 de abril de 1961.

## Biografía

### Infancia y juventud
Yudka «Yuri» Levitán nació el 2 de octubre de 1914 en Vladímir en la gobernación de Vladímir (Imperio ruso) en la familia de un sastre. Sus padres fueron Berka Shmúlevich (Shmúylovich) y María Yúlievna (Yúdkovna) Levitán, además de él, siete años después tuvieron una hija, Irma (Irina). En la época zarista, Berka Levitán fue miembro de la junta directiva de la casa de oración judía y del consejo económico de la sinagoga de Vladímir. En la prensa de Vladímir se imprimieron mensajes publicitarios con el siguiente contenido: «El sastre militar y civil Borís Levitán acepta pedidos de confección de uniformes para policías, bomberos, funcionarios». Como dijo la hija de Yuri Levitán, Natalia: 

Mi abuelo era un sastre exitoso, antes de la revolución recibió muchas órdenes de los militares: cosía uniformes para caballeros oficiales.

### Inicios en la radio
A los 17 años llegó a Moscú, donde intentó ingresar en el Instituto Estatal de Cine (ahora VGIK). Sin embargo, no fue seleccionado debido principalmente a su extraño y marcado acento. Entonces Yuri trató de entrar en la escuela de teatro, de nuevo sin éxito. El Comité de Admisiones lo consideraba demasiado joven y no tenía una apariencia carismática.
Por casualidad, el joven residente de Vladímir vio un anuncio de reclutamiento en el grupo de locutores de radio y decidió probar suerte nuevamente, pasó con éxito la selección al grupo de locutores de radio: fue aceptado, a pesar del deje de Vladímir, gracias a que el comité de selección encontró su voz fascinante, clara y fuerte. Se inscribió en el grupo de aprendices del Comité de Radio. Habiendo decidido convertirse en locutor, estudió diez horas al día, suavizó su marcado deje, dominó la técnica del habla y mejoró sensiblemente su dicción bajo la guía de las estrellas del Teatro de Arte de Moscú: Nina Litóvtseva, Vasili Kachálov, N. Tolstova, M. Lébedev y muchos otros. 
Desde 1931, trabajó como locutor en Radio Moscú, pero principalmente llevando a cabo tareas menores y rutinarias, repartió té y documentos a otros empleados, por ejemplo. Unos meses después, fue nombrado oficial de servicio en el estudio. Sus tareas incluían leer breves comunicados de prensa, anuncios de números musicales y cambiar registros musicales.
En enero de 1934, lo escuchó Stalin, que por la noche estaba preparando un discurso para el XVII Congreso del PCUS. En ese momento, se estaba llevando a cabo una «transmisión técnica» en la radio, durante la cual se dictó el texto del editorial del nuevo número del periódico Pravda para los artículos matutinos de las publicaciones regionales soviéticas. A Stalin le gustó la voz profunda de Levitán, y llamó al presidente del Comité de Radio y le dio instrucciones para que fuera Levitán quien leyera el informe del congreso del PCUS, por radio. Más tarde, se convirtió en el locutor favorito de Stalin (de hecho fue él quien informó al país y al mundo sobre la muerte de Stalin), aunque su primera reunión tuvo lugar antes del discurso de Stalin en la radio el 3 de julio de 1941. Antes de reunirse con Stalin, recibió instrucciones de Beria y Nikolái Vlásik: «Responda a todas las preguntas del camarada Stalin 'sí' o 'no', ¡no pregunte nada!» Levitán palpó su ropa, incluso miró sus calcetines. Stalin, al ver a Levitán, dijo: «¿Entonces esto es lo que eres? Así es como te imaginaba».
Los primeros años de trabajo en Radio Moscú no fueron fáciles para Levitán, no tenía su propia casa en Moscú, y se vio obligado a vivir en una habitación pequeña, que se encontraba inmediatamente en el estudio de música del Comité de Radio y se usaba como almacén de gramófonos rotos. Vestía modestamente, con zapatillas deportivas y una camiseta a rayas. Después de convertirse en el favorito del líder, le dieron una habitación de 30 metros en un apartamento comunal no lejos del Kremlin, adonde en 1935 su madre y su hermana menor Irma se mudaron. En 1938, trajo aquí a su futura esposa Raísa. Al final de la guerra, recibió un apartamento separado en el número 8 de la calle Gorki (actualmente Calle Tverskaya), mucho más amplio y confortable.

### Segunda Guerra Mundial

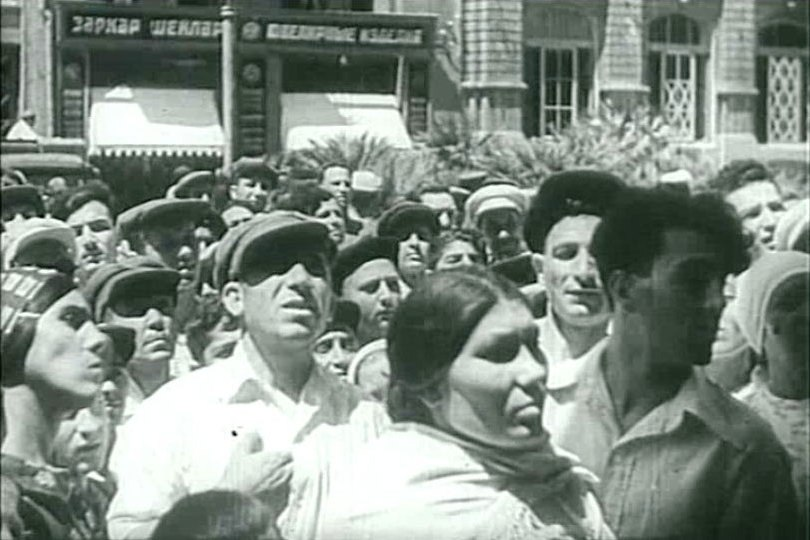
Anuncio del inicio de la Gran Guerra Patria en Bakú (Azerbaiyán)

En los años iniciales de la Segunda Guerra Mundial (1939-1941), antes de que Alemania atacara a la Unión Soviética, Levitán, junto con los informativos de noticias soviéticos, leía regularmente los informes de la agencia de noticias de Joseph Goebbels sobre los éxitos de la Wehrmacht en Europa Occidental y África del Norte. Incluso el 22 de junio de 1941, el día de la invasión alemana de la Unión Soviética, a las 12:00h, es decir, quince minutos antes del discurso de Mólotov sobre el comienzo de la guerra, Levitán leyó las noticias de la agencia de noticias alemana sobre los éxitos de Erwin Rommel en el norte de África, tras el informe, Levitán anunció el cumplimiento del plan de producción por parte de los mineros del Donbás, tras lo cual el presidente del gobierno soviético, Mólotov, leyó un discurso editado por Stalin sobre el ataque de Alemania a la URSS. Cuarenta y cinco minutos después salió al aire el primer número militar de Poslédniye Izvestia (Últimas noticias). En él Levitán llamaba a la nación: «¡Responderemos al golpe del enemigo con un golpe aplastante!», lo que contrastaba fuertemente con lo que se emitió hacía menos de una hora.
Durante la Gran Guerra Patria (1941-1945), leyó los informes de la Oficina de Información Soviética (Sovinformburó) y las órdenes del Comandante en Jefe Supremo Iósif Stalin. Existe una idea errónea generalizada, producida por el periodismo soviético de la posguerra, de que los ciudadanos soviéticos, «todos en anticipación de un mensaje importante sobre el fin de la Gran Guerra Patria, querían escuchar la voz de Yuri Levitán, quienes desde los primeros días estaban esperando ansiosamente en los aparatos de radio de casa. Esto se debe a que el 25 de junio de 1941, en el tercer día de la guerra, mediante el decreto del Consejo de Comisarios del Pueblo de la URSS «Sobre la entrega de receptores de radio y dispositivos de transmisión de radio por parte de la población», se ordenó a la población entregar a las autoridades todos los receptores de radio y transmisores de radio en mano (más de 1,3 millones de dispositivos en el país) dentro de los cinco días, hasta el 30 de junio inclusive. Según la versión oficial, esto se hizo con el fin de «evitar la propaganda enemiga». Teniendo en cuenta que todos los equipos de radio estaban inventariados y registrados por las autoridades de comunicaciones, era problemático ocultarlos al régimen soviético. Por no cumplir con este decreto, el culpable se arriesgaba a ser fusilado en el acto «de acuerdo con las leyes de tiempo de guerra» (las autoridades de ocupación alemanas tomaron medidas similares para confiscar los receptores de radio a la población soviética en los territorios ocupados). 
Por lo tanto, la única forma de escuchar la «voz de Levitán» en la radio era tener un aparato de radio casero no contabilizado, un receptor capturado a los alemanes y sintonizado con la onda soviética o bien a través de los altavoces instalados en las principales calles y plazas de las principales ciudades y pueblos soviéticos, así como en la mayor parte de los edifícios públicos. Normalmente los anuncios de Radio Moscú solían ser reproducidos en periódicos y panfletos que luego eran distribuidos de forma masiva entre la población, incluso en las zonas ocupadas. De esta manera, el régimen soviético se garantizaba que solo la información oficial llegara a la población civil.

Parecía que había mil matices en la voz de Levitán. ¡Todavía recuerdo con qué triunfo habló de nuestros cuatro, de nuestra deriva en la estación del Polo Norte! Pero esto fue en 1937-1938. ¡Un mes de domingos! Pero incluso antes, escuchamos con temor la voz de Levitán en una estación polar distante en la Tierra de Francisco José y en la Bujta Tíjaya (Bahía Tíjaya). Durante la Gran Guerra Patria, la voz de Yuri Levitán sonaba a veces apagada y triste, pero aún firme: inspiraba la esperanza de que la victoria sin duda llegaría. ¡Y cuán jubilosa fue esta voz, informando al mundo sobre el primer saludo en honor a nuestra victoria en Bélgorod y Oriol! Levitán parecía haber previsto ya en aquellos días nuestra victoria final sobre la Alemania nazi. En general, pudo, como ningún otro locutor, expresar tanto la tristeza generalizada de la gente como su alegría general.
Gueorgui Beregovoi, piloto-cosmonauta, dos veces Héroe de la Unión Soviética

En el otoño de 1941, fue evacuado de Moscú, debido al rápido avance de las tropas alemanas hacia Moscú (véase Operación Tifón), a Sverdlovsk (actualmente Ekaterimburgo) junto con la locutora Olga Vysótskaya. El estudio donde transmitían estaba ubicado en el sótano de una antigua mansión en el centro de la ciudad. El mismo locutor vivía en un cuartel cercano, siendo únicamente visitado de vez en cuando por sus amigos de Moscú, a condición de que se mantuviera en completo secreto. La información para las transmisiones de radio se recibía por teléfono, la señal era retransmitida por estaciones de radio de todo el país, lo que no permitió el radiogoniómetro del centro de radio principal. Además de su trabajo habitual en la radio, también dobló documentales que fueron editados en el mismo estudio.

En 1942, era un momento difícil en los frentes, el Comité Central decidió intensificar la agitación, para que la palabra del Partido Bolchevique llegara al corazón del soldado. Se necesitaban agitadores ardientes y propagandistas en el frente. Yuri Borísovich Levitán pertenece a tales agitadores y propagandistas ardientes, cuyas palabras llegan al corazón y la conciencia. Durante la Gran Guerra Patria, tuve la oportunidad de caminar por muchas carreteras de primera línea como jefe del departamento político, primero del Primer Ejército de Choque y luego del Tercer Ejército de Choque desde Moscú a Berlín. Antes del Reichstag. Hasta la victoria completa. Estoy hablando de mi camino ahora, pero este es el camino de muchos de nuestros soldados. Y Yuri Borísovich Levitán lo pasó con nosotros. Y ahora, después de la guerra, Levitán consideraba una cuestión de honor participar en las reuniones de los veteranos del 1.º y 3.º  ejército de choque. Recuerdo que en la Casa Central de las Artes hubo una reunión de veteranos con trabajadores del arte, se le pidió a Levitán que hablara, y lo presenté como un veterano de nuestros ejércitos y le obsequié con un cartel conmemorativo de estos ejércitos. Hubo una tormenta de aplausos.
Teniente general Fiódor Lisitsyn

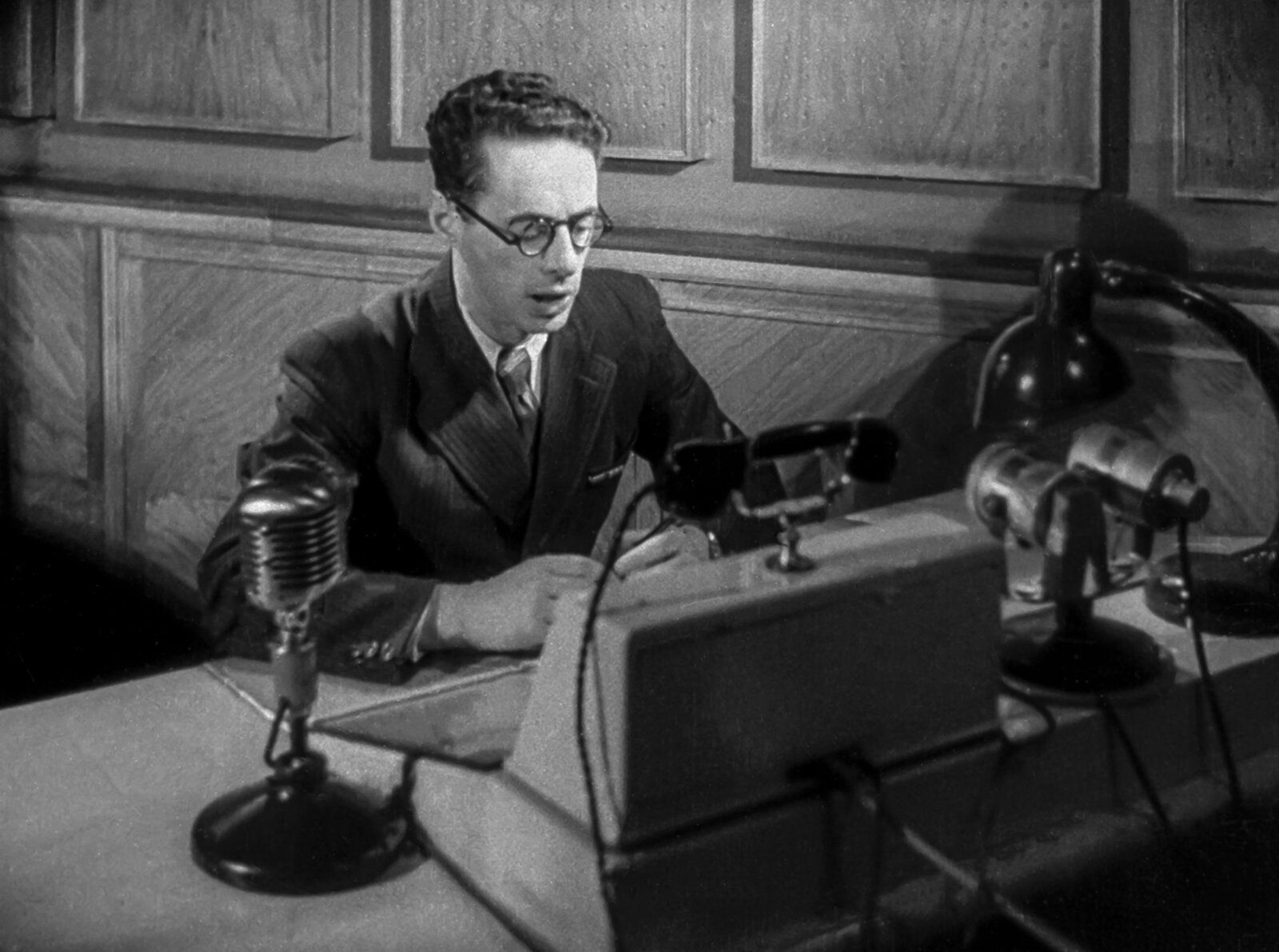
Yuri Levitan lee el Acta de rendición incondicional de Alemania el 9 de mayo de 1945

En marzo de 1943, fue trasladado a Kúibyshev, (actual Samara) donde ya estaba ubicado el Comité de Radio, su traslado se realizó en el mayor de los secretos, por miedo a que fuera víctima de un ataque aéreo. Durante todos esos años fuera de Moscú, sus informes siempre comenzaban con su marca registrada «¡Atención, habla Moscú!» (en ruso, Внимание, говорит Москва). Levitán hizo unos 2000 anuncios de radio durante la guerra; muchos de los cuales fueron posteriormente regrabados en estudio con fines de archivo. Los registros existentes del comienzo de la Gran Guerra Patria y los mensajes posteriores de la Oficina de Información Soviética (Sovinformburó) no son auténticos, ya que no se conservaron durante los años de la guerra, pero fueron especialmente repetidos por Levitán y grabados en cinta en la década de 1950 (según otras fuentes, en 1967).
El 14 de marzo de 1945, el Consejo de Comisarios del Pueblo de la URSS emitió un decreto según el cual las radios incautadas en junio de 1941 podían ser devueltas a sus dueños anteriores (que, sin embargo, no se implementó en todas partes). Finalmente, fue Yuri Levitán quien se encargó de anunciar la toma de Berlín y la Victoria sobre Alemania.

### Posguerra

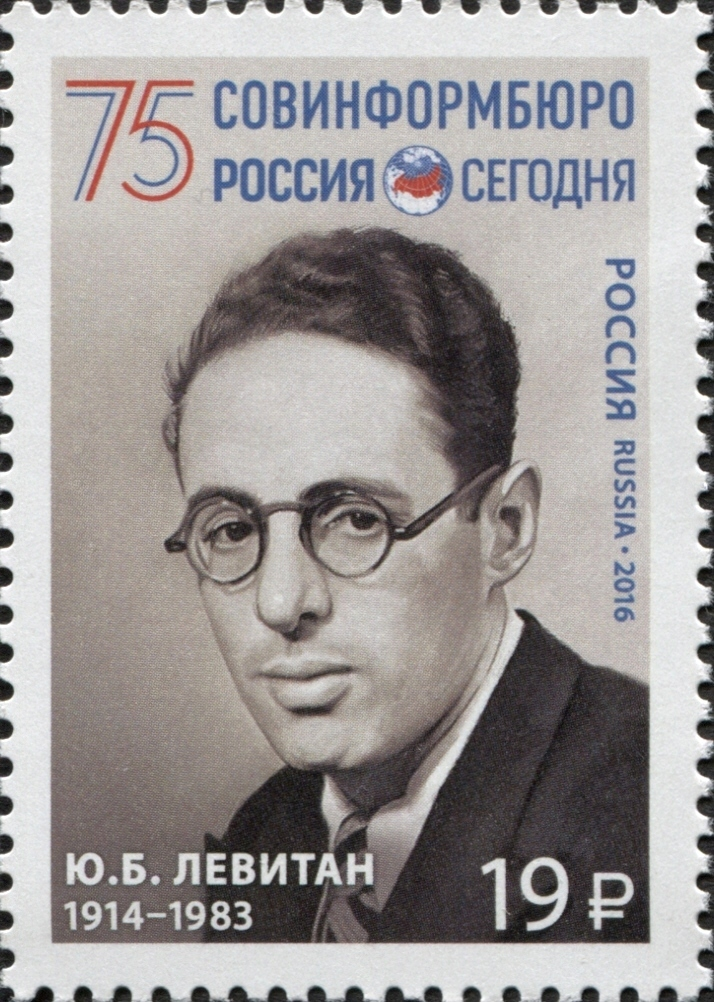
Levitan en un sello de correos de Rusia de 2016

Después de la guerra, siguió leyendo en Radio Moscú las principales noticias y declaraciones del gobierno, así por ejemplo fue él quien anunció la muerte de Stalin y el primer vuelo tripulado al espacio. Entre 1978 y 1983, anunció el «Minuto de Silencio» anual para conmemorar el Día de la Victoria en la Unión Soviética. Durante los años de la posguerra, participó en muchas películas soviéticas, normalmente como locutor o narrador. Para 1985, muchos de estos registros se conservaron como un «fondo de oro» en el Comité de Radiodifusión y Televisión de Volgogrado.
Murió el 4 de agosto de 1983, a la edad de 69 años, de un ataque al corazón en Bessónovka (Óblast de Bélgorod, Unión Soviética), durante una reunión con veteranos de la batalla de Kursk. Fue enterrado en Moscú, en el Cementerio Novodévichi (sección 10).

## Familia
En 1938, se casó con Raísa, estudiante del Instituto de Lenguas Extranjeras. En 1940, tuvieron una hija, que se llamaba Natalia Yúrievna Sudárikova (1940-2006). Al principio, vivían en un piso comunal ubicado cerca del Kremlin. Luego se mudaron a un departamento separado en la Calle Gorki. Raísa y Yuri vivieron juntos solo once años, en 1949 se divorciaron. Levitán vivió en Moscú en el mismo apartamento con su hija Natalia y su suegra. Su única hija fue asesinada en 2006 por su propio hijo Borís en su apartamento en Moscú. Borís fue declarado loco, le diagnosticaron esquizofrenia y lo ingresaron en un psiquiátrico. Después de seis años de tratamiento, fue dado de alta. El 19 de abril de 2013, se encontró su cuerpo en el parque Serébriany Bor, al noroeste de Moscú.
Yuri Levitán solo tiene un bisnieto: Artur Borísovich Levitán (Sudárikov), programador, diseñador, y presentador de televisión 

## Filmografía

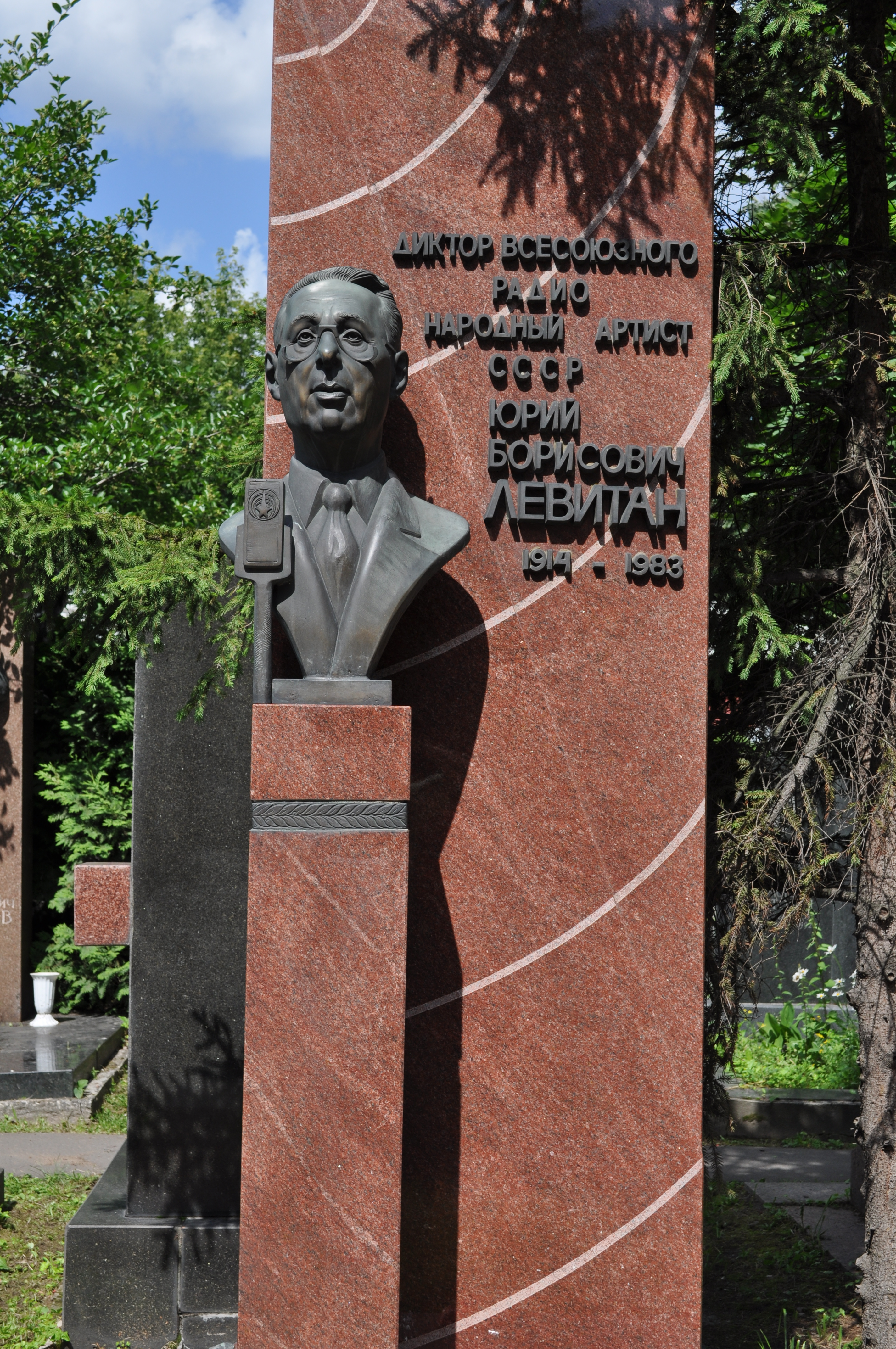
Tumba de Yuri Levitán en el Cementerio Novodévichi de Moscú

- 1941 - Colección de películas de lucha número 5 (cuento Nuestro Moscú) - Narrador
- 1947 - Oro blanco (algodón) (animación) (Белое Золото (хлопок) - Narrador
- 1949 - Batalla de Stalingrado (Сталинградская битва) - Narrador
- 1957 - La casa en la que vivo (Дом, в котором я живу)  - Voz del locutor
- 1957 - Cuando pasan las cigüeñas (Летят журавли) - Voz del locutor
- 1967 - No se necesita contraseña (Пароль не нужен) - Voz en off
- 1976 - Soldados de la libertad (Солдаты свободы) - Narrador
- 1977 - El segundo intento de Víktor Krojin (Вторая попытка Виктора Крохина) - Voz del locutor de radio
- 1979 - Pani María (Пани Мария) - lee en la radio el "Acto de rendición incondicional de Alemania"
- 1979 - Según el departamento de investigación criminal ... (По данным уголовного розыска…) - voz del locutor
- 1979 - Poema sobre alas (Поэма о крыльях) - voz del locutor del Sovinformburo
- 1982 - Si el enemigo no se rinde ... (Если враг не сдаётся…) - texto del autor
- 1984 - La carretera de Volokolamsk (Волоколамское шоссе)  - voz del locutor

## Condecoraciones
- Artista de Honor de la RSFS de Rusia (1959)
- Artista del Pueblo de la RSFSR (1973)
- Artista del Pueblo de la URSS (1980)
- Orden de la Revolución de Octubre (1974)
- Orden de la Bandera Roja del Trabajo (1944)
- Orden de la Insignia de Honor (1964)
- Medalla al Trabajador Veterano
- Medalla por el Trabajo Valiente en la Gran Guerra Patria 1941-1945
- Medalla Conmemorativa por el Centenario del Natalicio de Lenin, "Por Trabajo Valiente"
- Medalla por la Defensa de Moscú
- Medalla por la Victoria sobre Alemania en la Gran Guerra Patria 1941-1945
- Medalla Conmemorativa del 20.º Aniversario de la Victoria en la Gran Guerra Patria de 1941-1945
- Medalla Conmemorativa del 30.º Aniversario de la Victoria en la Gran Guerra Patria de 1941-1945
- Medalla Conmemorativa del 800.º Aniversario de Moscú
- Medalla del 50.º Aniversario de las Fuerzas Armadas de la URSS
- Medalla del 60.º Aniversario de las Fuerzas Armadas de la URSS